# Reincarnation/灯火セレナード
「reincarnation/灯火セレナード」（リインカーネーション/ともしびセレナード）は、ChouChoの20枚目のシングルである。2022年5月25日にLantisから発売された。

## 概要
CDシングルとしては前作「なないろのたね」以来、約10か月半ぶりのリリースとなり、両A面シングルとしては「kaleidoscope/薄紅の月」以来2作目となる。
CDの発売に先駆け、2022年4月9日に「灯火セレナード」、4月20日に「reincarnation」の単曲が各配信サイトにて先行配信された。
ChouChoが作詞・作曲を手がけ、村山☆潤がサウンドプロデュースを担当するのは前作から3作連続のシングルでもある。
表題曲「reincarnation」はテレビアニメ『史上最強の大魔王、村人Aに転生する』、「灯火セレナード」はテレビアニメ『処刑少女の生きる道』のエンディングテーマにそれぞれ使用された。
「村人A盤」と「処刑少女盤」の2形態でリリースされ、それぞれ別のカップリング曲を収録している。

## チャート成績
初週319枚を売り上げ、2022年6月6日付オリコン週間シングルランキングで初登場95位を獲得。チャート登場回数は1回。

## シングル収録内容
| 全作詞・作曲: ChouCho、全編曲: 村山☆潤。 |                               |         |            |      |
| #                                        | タイトル                      | 作詞    | 作曲・編曲 | 時間 |
| 1.                                       | 「reincarnation」             | ChouCho | ChouCho    | 3:30 |
| 2.                                       | 「灯火セレナード」            | ChouCho | ChouCho    | 3:50 |
| 3.                                       | 「カタルシス」                | ChouCho | ChouCho    | 3:27 |
| 4.                                       | 「reincarnation」(Off Vocal)  | ChouCho | ChouCho    | 3:29 |
| 5.                                       | 「灯火セレナード」(Off Vocal) | ChouCho | ChouCho    | 3:50 |
| 6.                                       | 「カタルシス」(Off Vocal)     | ChouCho | ChouCho    | 3:26 |
| 合計時間:                                | 合計時間:                     | 21:32   |            |      |

| 全作詞・作曲: ChouCho、全編曲: 村山☆潤。 |                               |         |            |      |
| #                                        | タイトル                      | 作詞    | 作曲・編曲 | 時間 |
| 1.                                       | 「灯火セレナード」            | ChouCho | ChouCho    | 3:50 |
| 2.                                       | 「reincarnation」             | ChouCho | ChouCho    | 3:29 |
| 3.                                       | 「spilled milk」              | ChouCho | ChouCho    | 4:39 |
| 4.                                       | 「灯火セレナード」(Off Vocal) | ChouCho | ChouCho    | 3:50 |
| 5.                                       | 「reincarnation」(Off Vocal)  | ChouCho | ChouCho    | 3:29 |
| 6.                                       | 「spilled milk」(Off Vocal)   | ChouCho | ChouCho    | 4:38 |
| 合計時間:                                | 合計時間:                     | 23:55   |            |      |